# جولیو رومانو
جولیو رومانو (ایتالیایی: Giulio Romano؛ ۱۴۹۹ – ۱ نوامبر ۱۵۴۶) معمار و نقاش اهل ایتالیا بود.
وی که از شاگردان رافائل بوده سبک آثارش تحت تأثیر رنسانس بوده‌است.

## نگارخانه

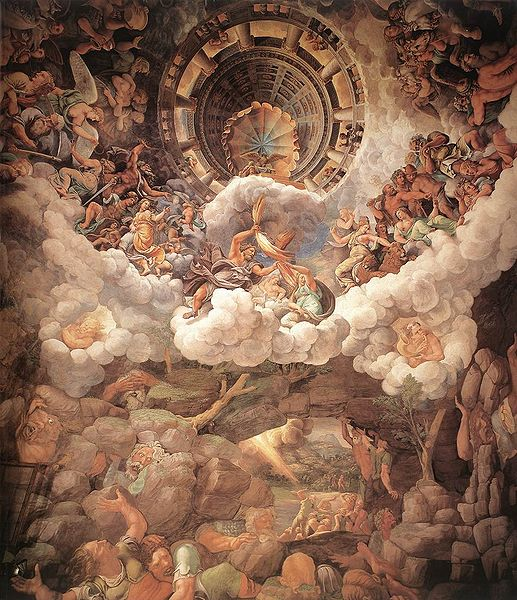
سقوط غول‌ها، نقاشی دیواری در سالن جیگانتی، پالاتسو دل ته، منتووا
مدونا و کودک، حدود ۱۵۲۳
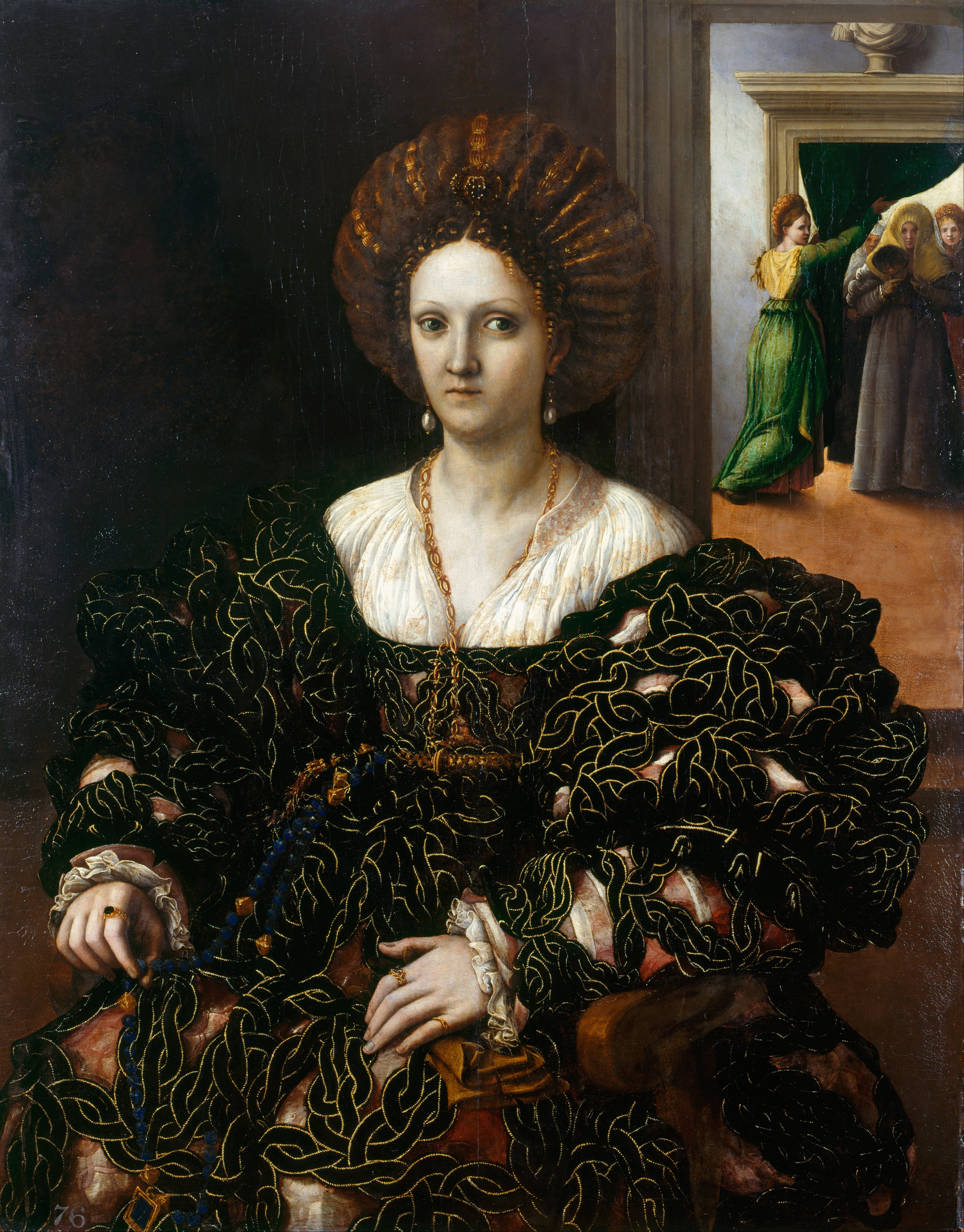
مارگریتا پالئولوگو (۱۵۱۰-۱۵۶۶)
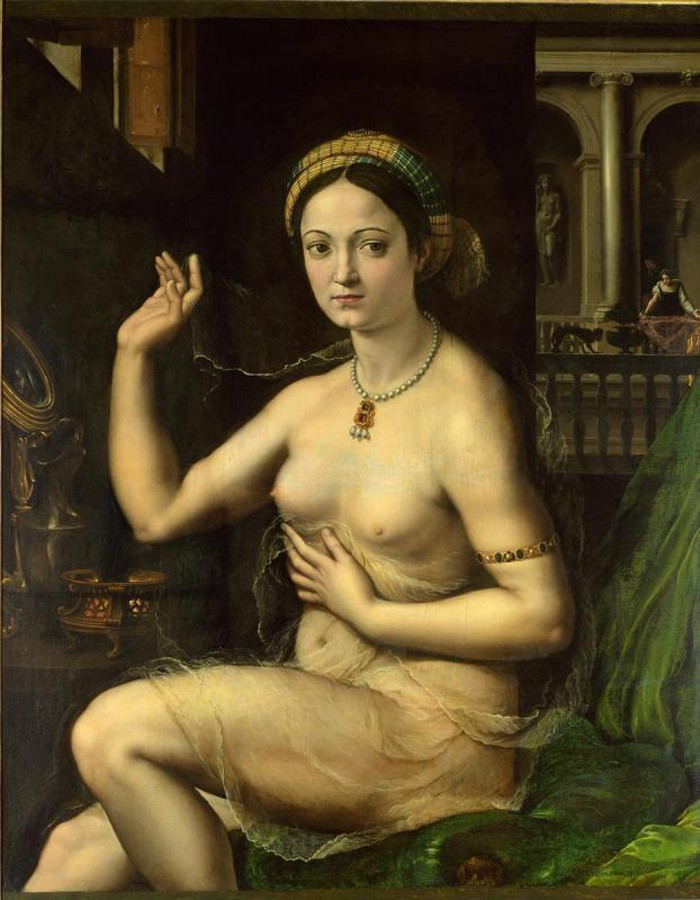
زن در حال آرایش، ۱۵۲۰
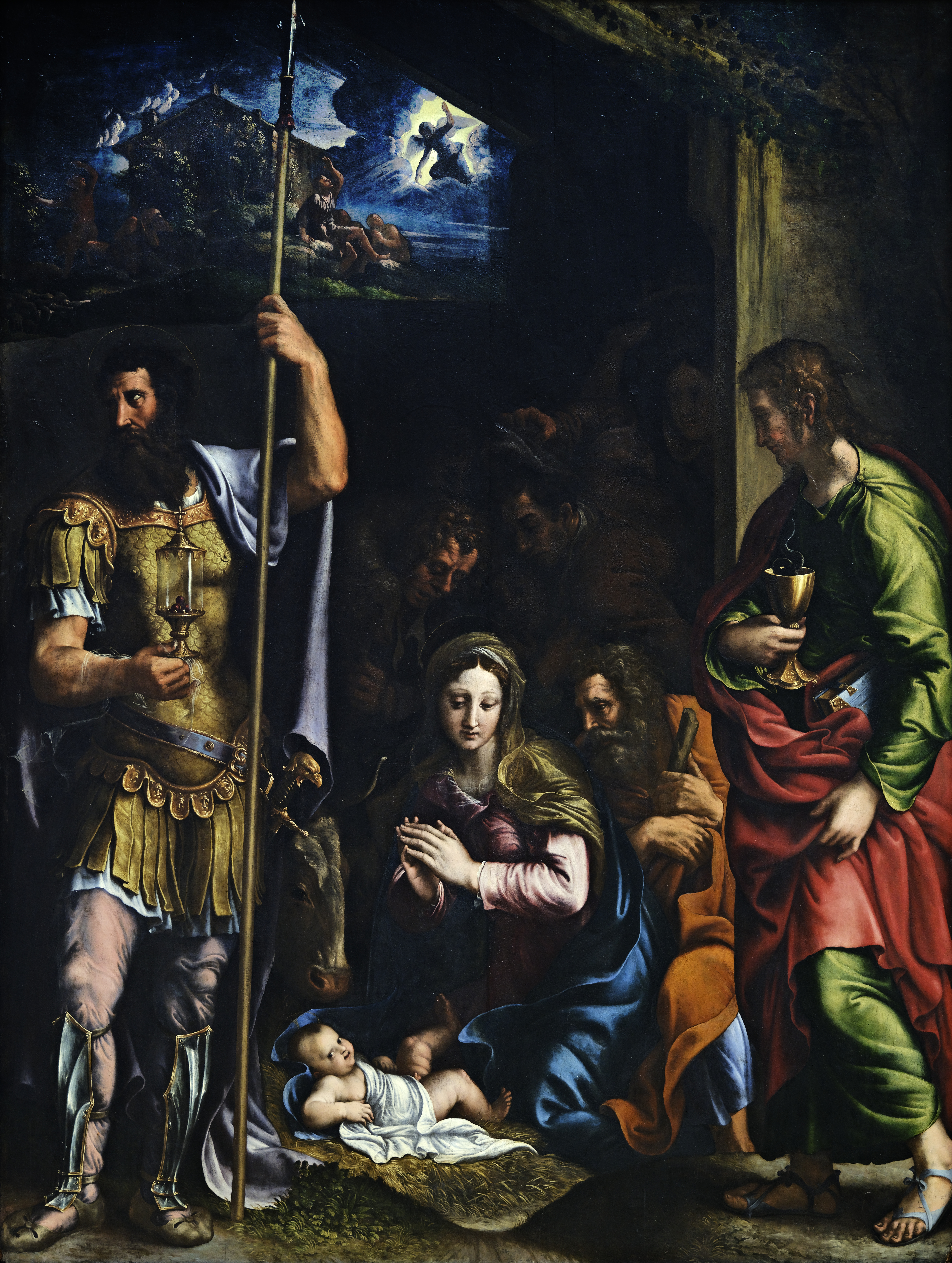
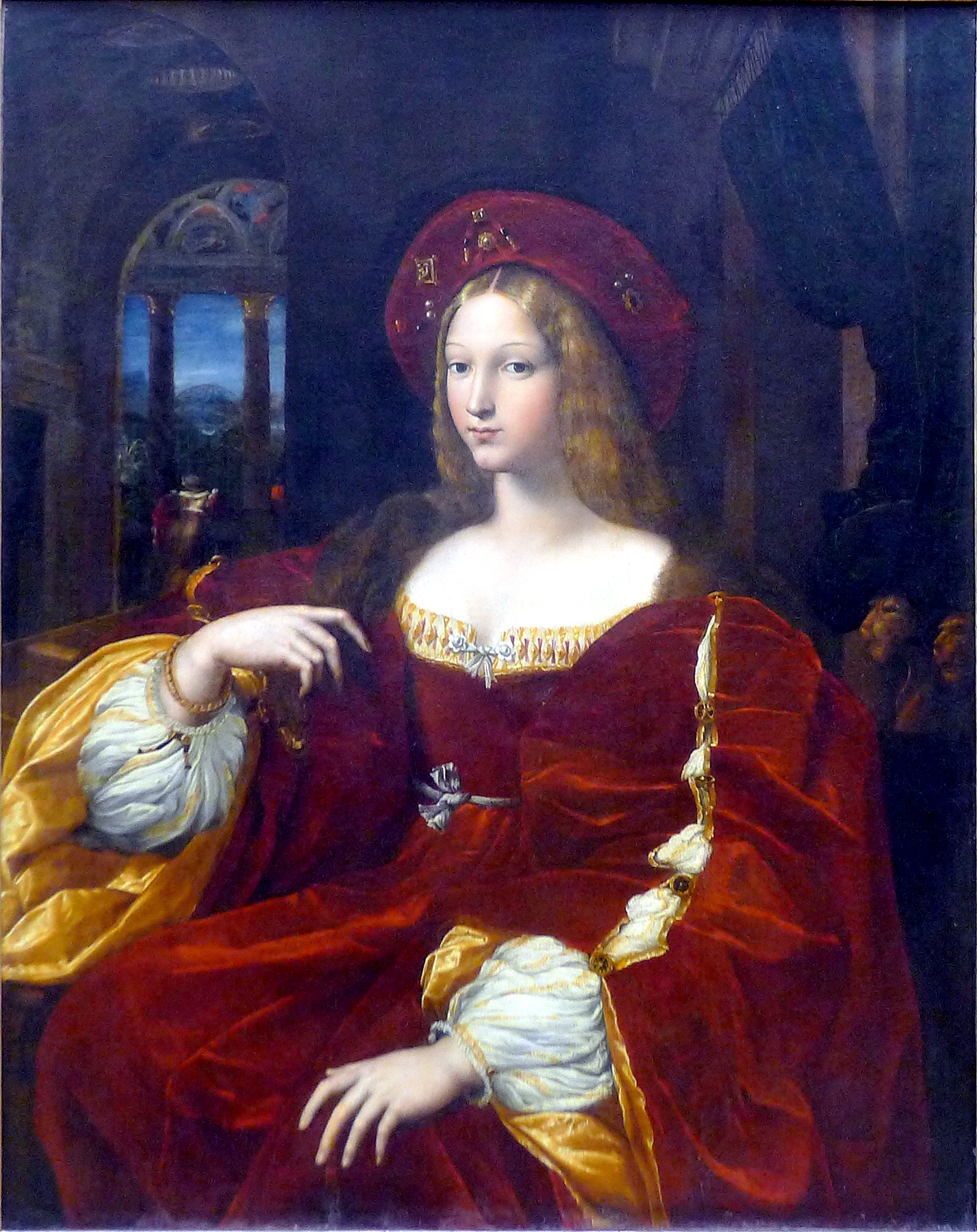
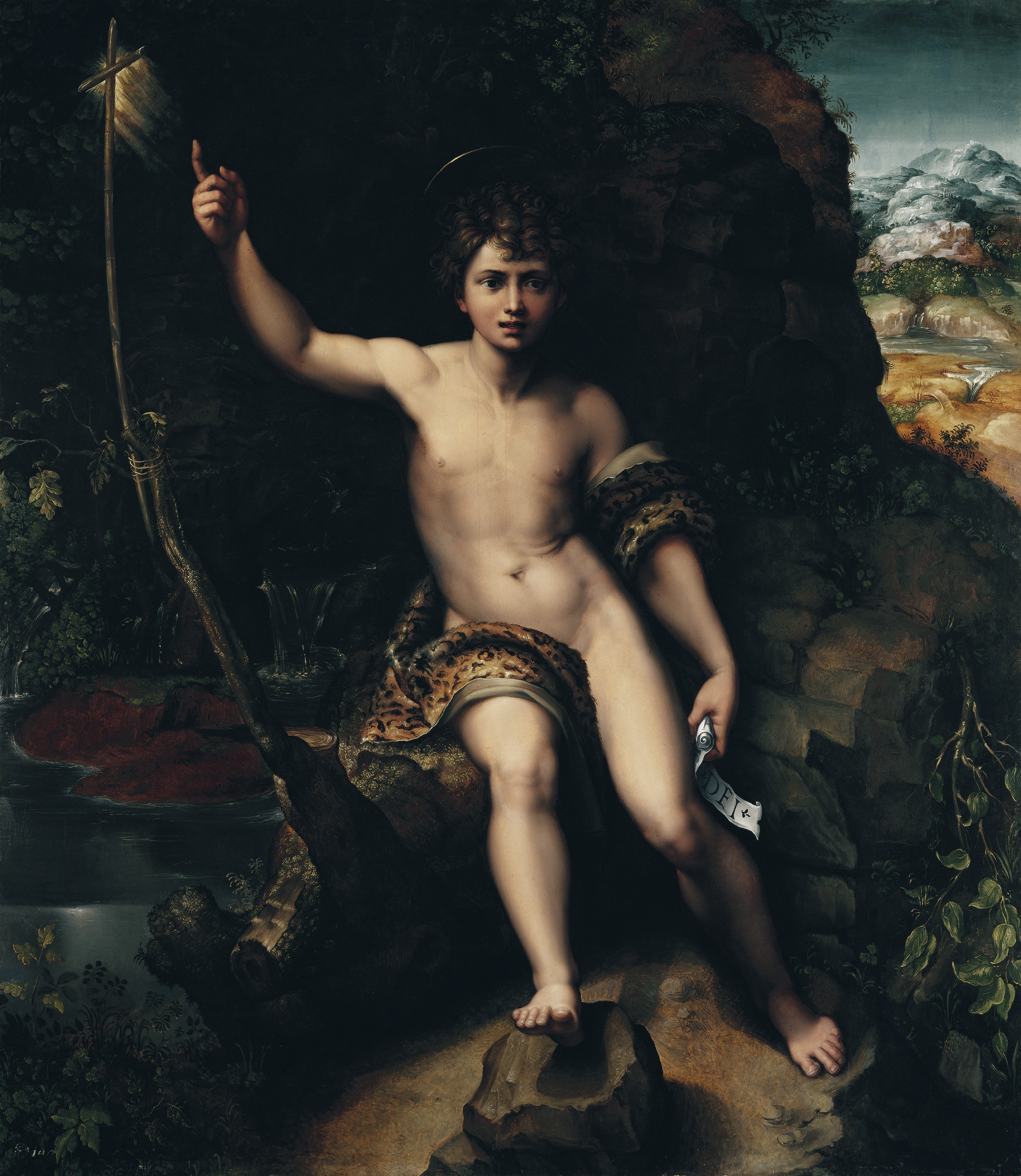